# Gourvillette
Gourvillette település Franciaországban, Charente-Maritime megyében. Lakosainak száma 107 fő (2022. január 1.). Gourvillette Beauvais-sur-Matha, Cressé, Haimps, Massac és Les Touches-de-Périgny községekkel határos.

## Népesség
A település népességének változása:
| Lakosok száma | 185  | 166  | 132  | 106  | 103  | 97   | 89   | 89   | 88   | 107  |
|               | 1968 | 1982 | 1990 | 2006 | 2013 | 2015 | 2017 | 2019 | 2020 | 2022 |